# Temperatura de Néel
A Temperatura de Néel, TN, é a temperatura acima da qual desaparece o efeito antiferromagnético dos materiais, passando estes a comportar-se como materiais paramagnéticos. É uma propriedade específica de cada material.
A temperatura de Néel é análoga a temperatura de Curie dos materiais ferromagnéticos. Recebe este nome em honra a Louis Eugène Félix Néel (1904-2000), que em 1970 recebeu por seus trabalhos sobre o ferromagnetismo, prêmio compartilhado com o astrônomo Hannes Olof Gösta Alfvén, o qual foi premiado por seus trabalhos relacionados com o plasma.
Abaixo estão listadas as temperaturas de Néel de vários materiais:
| Substância | Temperatura de Néel' (K) |
| ---------- | ------------------------ |
| MnO        | 116                      |
| MnS        | 160                      |
| MnTe       | 307                      |
| MnF2       | 67                       |
| FeF2       | 79                       |
| FeCl2      | 24                       |
| FeI2       | 9                        |
| FeO        | 198                      |
| FeOCl      | 80                       |
| CoCl2      | 25                       |
| CoI2       | 12                       |
| CoO        | 291                      |
| NiCl2      | 50                       |
| NiI2       | 75                       |
| NiO        | 525                      |
| Cr         | 308                      |
| Cr2O3      | 307                      |
| Nd5Ge3     | 50                       |